# Wadotes saturnus
Wadotes saturnus là một loài nhện trong họ Amaurobiidae.
Loài này thuộc chi Wadotes. Wadotes saturnus được miêu tả năm 1987 bởi Bennett.